# Clysma
Clysma (grec : Κλῦσμα, Κλειυσμα) est une cité antique et un évêché d'Égypte. Elle est située au fond du golfe de Suez.

## Histoire
Clysma est fondée ou reconstruite par l'empereur Trajan au IIe siècle de notre ère pour protéger les voyageurs et les marchands, car elle se trouvait au carrefour des routes du Sinaï, de la Palestine et de l'Égypte, en même temps que la construction de l'Amnis Traianus, un canal qui reliait le Nil et la mer Rouge et qui avait son débouché près de Clysma. Il a été suggéré que le port était utilisé pour l'exportation de textiles et de céréales produits dans le nome arsinoïte, car ils étaient mieux adaptés au transport via l'Amnis Traianus jusqu'à Clysma que par voie terrestre jusqu'aux ports méridionaux de Berenice Troglodytica et de Myos Hormos.
Clysma est mentionnée pour la première fois dans l'Alexander Pseudomantis de Lucien au début du IIe siècle après J.-C. et par Ptolémée dans Geographia au milieu du IIe siècle, dans lequel il décrit Clysma comme un phrourion. En 179, des soldats de l'Ala Veterana Gallica étaient stationnés dans la ville. Dans les œuvres de Hiéroclès, Clysma est également décrite comme un kastron et figure dans le Panarion de saint Épiphane de Salamine. Les historiens de l'Église Eusèbe dans Onomastikon et Philostorgius dans Historia Ecclesiastica font également référence à la ville. Saint Eugenios de Clysma aurait étudié en tant que moine à Clysma.
La montagne d'Antoine, également connue sous le nom de montagne de Clysma, était habitée par des anachorètes, tels que saint Jean le Nain et saint Sisoès le Grand, qui y moururent respectivement en 409 et 429. La destruction par l'empereur Dioclétien, à la fin du IIIe siècle, de l'emporium nilien de Coptos, d'où les marchandises étaient acheminées par voie terrestre vers Bérénice et Myos Hormos, a temporairement perturbé le commerce des ports méridionaux et a entraîné une augmentation du commerce à Clysma, qui a atteint son apogée aux IVe et Ve siècles. Un commercius — fonctionnaire chargé du commerce extérieur —, était actif à Clysma sous le règne de l'empereur Anastase Ier Dicorus. Clysma est mentionné dans la Tabula Peutingeriana.
En réponse à un appel à l'aide, vers 525, l'empereur Justin Ier demande à Clysma de fournir vingt navires au roi d'Éthiopie dans sa guerre contre le roi d'Himyar. La peste de Justinien est probablement entrée dans l'Empire romain par le port de Clysma, et s'est donc propagée à Pelusium, où elle a été signalée pour la première fois à la mi-juillet 541. Selon Eutychius d'Alexandrie, une église de saint Athanase a été construite à Clysma sur ordre de l'empereur Justinien Ier. Vers 570, Clysma a été visitée par le pèlerin Anonyme de Plaisance, qui a noté dix-huit tombes ou plus d'ermites dans la basilique de la ville.
Après la conquête musulmane de l'Égypte, Clysma est connue en arabe sous le nom d'al-Ḳulzum, et la mer Rouge est appelée Baḥr al-Ḳulzum (mer de Clysma).

## Histoire ecclésiastique
Le diocèse de Clysma était un suffragant de l'archidiocèse de Léontopolis. Jacob fut évêque de Clysma avant 347, Titus/Paul fut évêque en 347, et Poimen fut évêque de 458 à 459. Étienne, évêque de Clysma, participa au deuxième concile de Constantinople en 553. L'Église catholique romaine a nominalement rétabli Clysma en tant que siège titulaire, et a eu les titulaires suivants :
- Pio Gallizia, B. (25 janvier 1741 - 23 mars 1745)
- Paul-Jules-Narcisse Rémond (9 avril 1921 - 20 mai 1930)
- Albert-Pierre Falière, M.E.P. (25 juin 1930 - 1er janvier 1955)
- Teofilo Camomot Bastida (23 mars 1955 - 10 juin 1958)
- Joannes Antonius Eduardus van Dodewaard (1er juillet 1958 - 27 juin 1960)
- Wladyslaw Jedruszuk (19 novembre 1962 - 5 juin 1991)

## Culture populaire
En 2017, Clysma apparaît dans le jeu vidéo Assassin's Creed Origins, au sein du DLC Ceux qu'on ne voit pas, qui prend place au Sinaï.
En 2023, Clysma, sous le nom de "Klysma", est une étape pour aller en Chine dans le film Astérix et Obélix : L'Empire du Milieu.